# Dunice
Obec Dunice se nachází zhruba 22 km jihovýchodně od města Vlašim v okrese Benešov ve Středočeském kraji. Žije zde 67 obyvatel. Obcí protéká Blažejovický potok, který je levostranným přítokem řeky Želivky.

## Historie
První písemná zmínka o obci pochází z roku 1352.

### Územněsprávní začlenění
Dějiny územněsprávního začleňování zahrnují období od roku 1850 do současnosti. V chronologickém přehledu je uvedena územně administrativní příslušnost obce v roce, kdy ke změně došlo:
- 1850 země česká, kraj Pardubice, politický okres Ledeč, soudní okres Dolní Kralovice[4]
- 1855 země česká, kraj Čáslav, soudní okres Dolní Kralovice
- 1868 země česká, politický okres Ledeč, soudní okres Dolní Kralovice
- 1939 země česká, Oberlandrat Německý Brod, politický okres Ledeč nad Sázavou, soudní okres Dolní Kralovice[5]
- 1942 země česká, Oberlandrat Tábor, politický okres Ledeč nad Sázavou, soudní okres Dolní Kralovice[6]
- 1945 země česká, správní okres Ledeč nad Sázavou, soudní okres Dolní Kralovice[7]
- 1949 Pražský kraj, okres Vlašim[8]
- 1960 Středočeský kraj, okres Benešov
- 2003 Středočeský kraj, okres Benešov, obec s rozšířenou působností Vlašim

## Pamětihodnosti
- Památná lípa zasazená na paměť zrušení roboty

## Doprava
Územím obce prochází dálnice D1. Nejblíže obci je ve vzdálenosti 3 km exit 75 (Hořice).
Do obce vede silnice III. třídy III/13027 Hořice – Dunice – Studený
Železniční trať ani stanice na území obce nejsou.
V obci v roce 2012 zastavovaly autobusové linky Vlašim-Studený-Dolní Kralovice-Snět (v pracovních dnech 1 spoj do Vlašimi) (dopravce ČSAD Benešov, a. s.) a Pacov-Hořepník-Košetice-Dunice-Hořice (v pracovních dnech 5 spojů) (ICOM transport, a. s.). O víkendu byla obec bez dopravní obsluhy.

## Turistika
Obcí prochází cyklotrasa č. 0084 Dolní Kralovice – Šetějovice – Hořice – Studený – Čechtice.

## Galerie

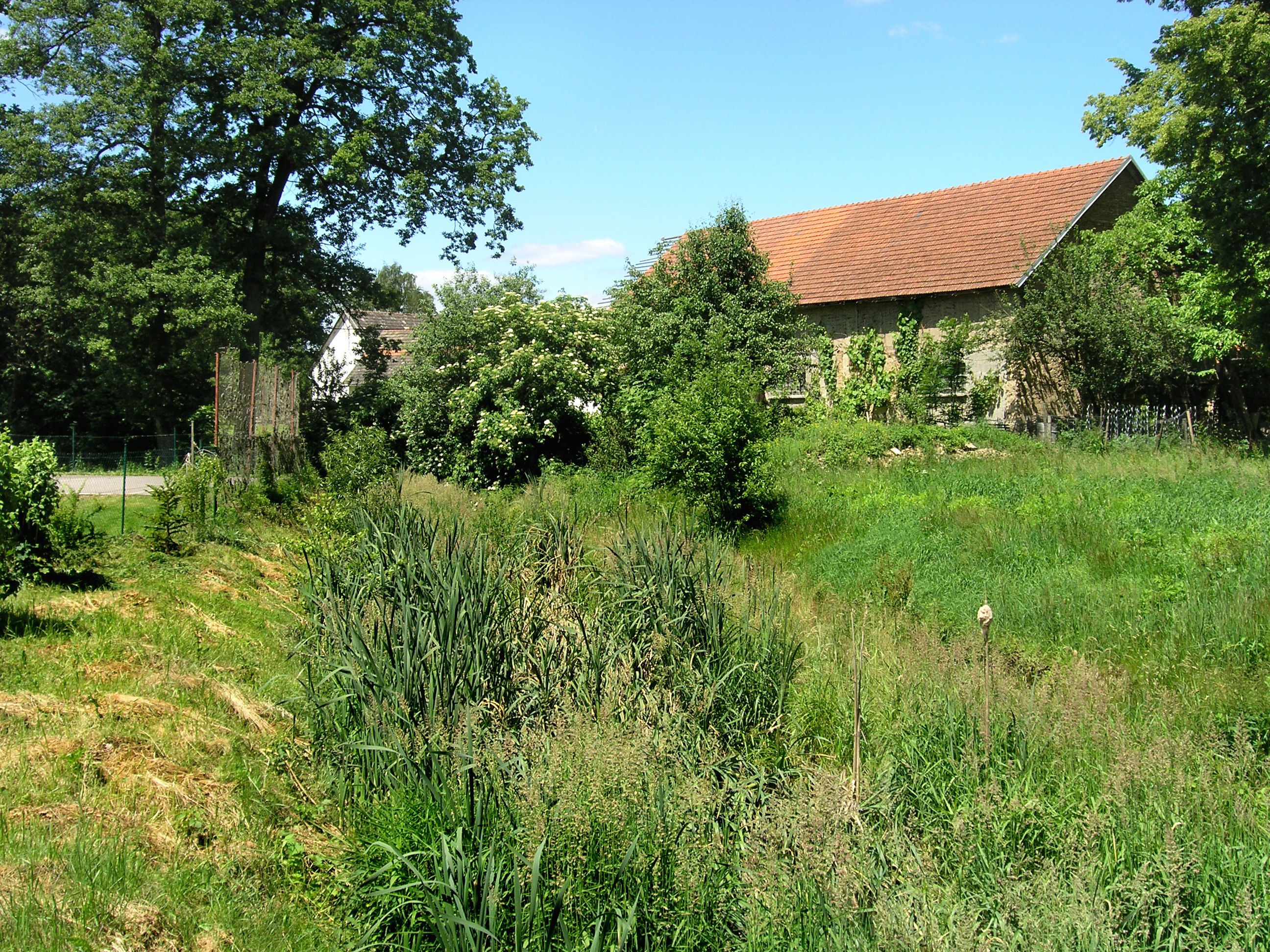
Zarostlá strouha ve středu vesnice
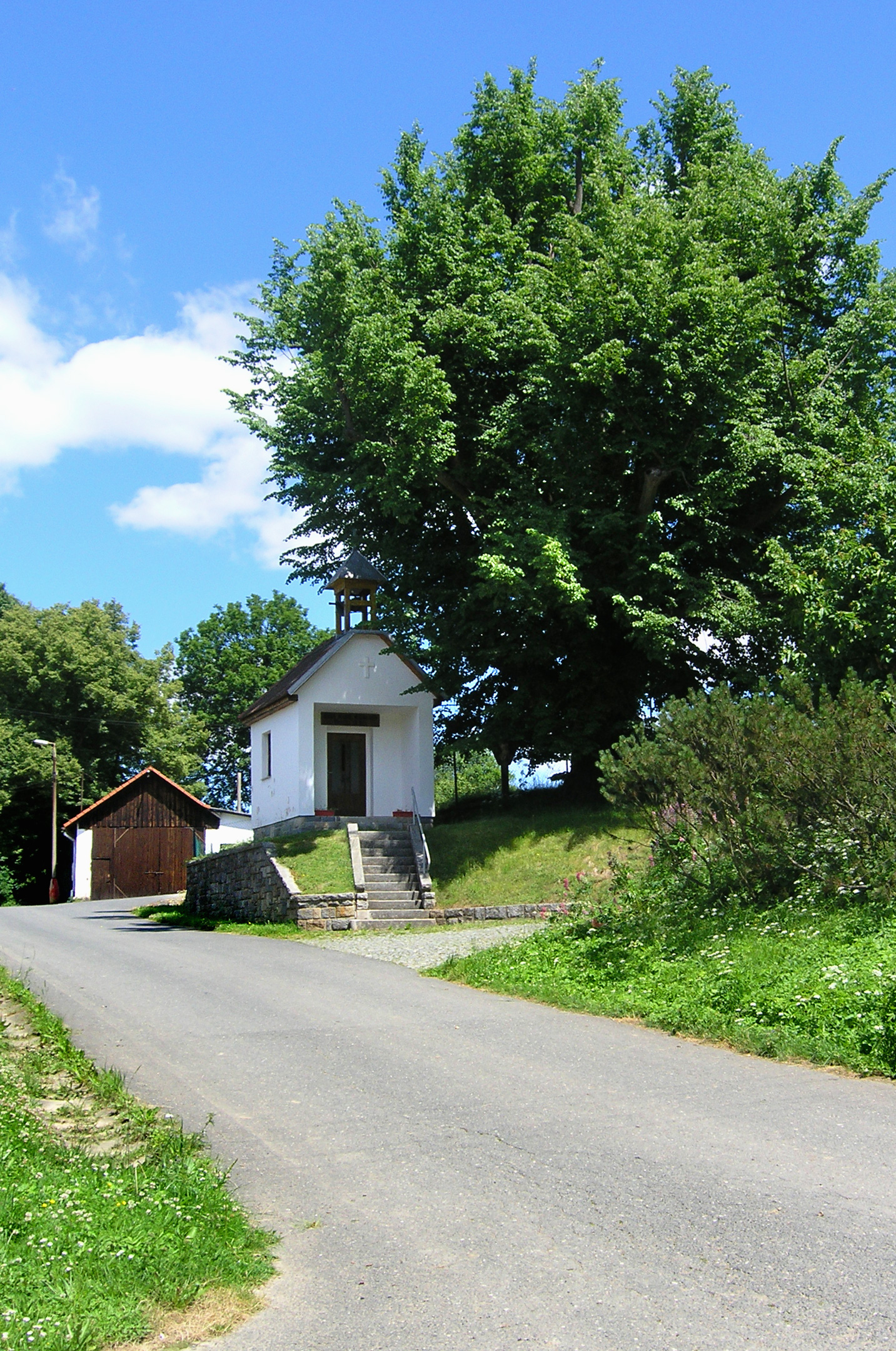
Kaplička s památnou lípou